# Ringkøbing Håndbold
Ringkøbing Håndbold är en handbollsklubb från Ringkøbing i Danmark, grundad 2007. Klubbens A-lag spelar i Damehåndboldligaen säsongen 2018/2019.
Klubben deltog i kvalet till ligan  2008/09, 2009/10 och 2010/11, men slutade på fjärde plats i sin kvalgrupp och missade därmed uppflyttning. En vecka före seriepremiären inför säsongen 2013/14 drog sig Aalborg DH ur ligan på grund av att man gick i konkurs, och i stället erbjöds Ringkøbing Håndbold en plats i ligan, och tackade ja. 2017 fick Ringkøbing en ny logotyp och nya spelartröjor. Klubbens ordförande är Lars Buhl, medan Mads Brandt är chefstränare. 2019 åkte klubben ut ur högsta ligan och rev kontrakten med spelarna. Jenny Carlsson bytte klubb till EH Aalborg.

## Arena
Green Sports Arena i Ringkøbing, med en publikkapacitet på 1 100 åskådare. Adress Kirkevej 26, Rindum, Ringkøbing 56°05′50″N 8°15′54″Ö / 56.0972°N 8.2650°Ö

## Spelare säsongen 2018-19
| Nr | Namn                   | Nationalitet   | Position    | I klubben sedan |
| -- | ---------------------- | -------------- | ----------- | --------------- |
| 1  | Ida Vium               | Danmark        | Målvakt     | 2018            |
| 5  | Simone Rasmussen       | Danmark        | Vänstersexa | 2015            |
| 6  | Nanna Hinnerfeldt      | Danmark        | Mittsexa    | 2018            |
| 9  | Ida Staxen Lagerbon    | Danmark        | Vänsternia  | 2018            |
| 10 | Michelle Brandstrup    | Danmark        | Högernia    | 2014            |
| 12 | Natasja Clausen        | Danmark        | Målvakt     | 2012            |
| 15 | Jane Mejlvang          | Danmark        | Mittnia     | 2016            |
| 17 | Nataša Nolevska        | Nordmakedonien | Högersexa   | 2018            |
| 18 | Sille Thomsen          | Danmark        | Mittsexa    | 2016            |
| 19 | Henriette Hansen       | Danmark        | Högernia    | 2017            |
| 20 | Jenny Carlson          | Sverige        | Mittnia     | 2018            |
| 24 | Stine Baun Eriksen     | Danmark        | Vänsternia  | 2017            |
| 26 | Naja Nissen Kristensen | Danmark        | Vänstersexa | 2018            |
| 27 | Marigona Hajdari       | Danmark        | Vänsternia  | 2017            |

Tidigare har tre svenska spelare spelat för klubben
- Emma Friberg [5]
- Linnea Claesson [6]
- Michaela Ek[7]

### Fotnoter
1. ↑  ”Ringköping webbplats”. http://www.ringkobinghaandbold.dk/. Läst 25 mars 2019.
2. ↑  ”Ligaklub tronsformerar sig . Nyye spiller nyt logo og nye tröjer”. http://sport.tv2.dk/haandbold/2017-05-09-ligaklub-transformerer-sig-nye-spillere-nyt-logo-og-nye-troejer. Läst 25 mars 2019.
3. ↑  ”Syv spillere forlader nedrykker”. Sport TV2 Danmark. 2 april 2019. https://sport.tv2.dk/haandbold/2019-04-02-syv-spillere-forlader-nedrykker. Läst 13 mars 2021.
4. ↑  ”Jenny Carlsson till danska Ringköping”. https://handbollskanalen.se/danmark-damer/jenny-carlson-till-danska-ringkobing/. Läst 25 mars 2019.
5. ↑  ”Förre lugimålvakten Emma Friberg lämnar Ringköping”. https://handbollskanalen.se/danmark-damer/forre-lugimalvakten-emma-friberg-lamnar-ringkobing/. Läst 25 mars 2019.
6. ↑  ”LinneaClaesson klar för klubb i Danmark”. https://www.expressen.se/sport/handboll/linnea-claeson-klar-for-klubb-i-danmark/. Läst 25 mars 2019.
7. ↑  ”Svensklaget kvar i högsta serien”. https://handbollskanalen.se/danmark-damer/svensklaget-kvar-hogstaserien/. Läst 25 mars 2019.